# Naufragio del Aung Takon
El hundimiento del ferry Aung Takon tuvo lugar el 13 de marzo de 2015 en la costa oeste de Birmania, el barco transportaba alrededor de 200 pasajeros que siguió a la Kyaukpyu a Sittwe Según la agencia de noticias Reuters, 50 pasajeros se ahogaron en el accidente. Las víctimas son: 4 hombres y 29 mujeres, y 12 personas estaban desaparecidas, dijo una fuente policial birmano. De acuerdo con la información de esta fuente 169 personas han sido rescatadas por Marina de Birmania y barcos privados. La causa de este hundimiento pudo haber sido la sobrecarga y el mal tiempo en la región.